# Ectinosoma pygmaeum
Ectinosoma pygmaeum is een eenoogkreeftjessoort uit de familie van de Ectinosomatidae. De wetenschappelijke naam van de soort is voor het eerst geldig gepubliceerd in 1896 door Scott T. & A..